# Азійська бджолоїдка
Азійська бджолоїдка (Nyctyornis) — рід сиворакшоподібних птахів родини бджолоїдкових (Meropidae). Містить 2 види.

## Поширення
Рід поширений в Південній та Південно-Східній Азії.

## Опис
Невеликі, яскараво забарвлені птахи з довгим квадратним хвостом, довгим, ледь зігнутим, двоколірним дзьобом.

## Екологія
Живляться летючими комахами, переважно бджолами та осами. Гніздяться в норах, викопаних на піщаних схилах, але не утворюють колоній.

## Види
- Бджолоїдка рожевоголова (Nyctyornis amictus)
- Бджолоїдка велика (Nyctyornis athertoni)